# 뮌헨 대학교
루트비히-막시밀리안 뮌헨 대학교(독일어: Ludwig-Maximilians-Universität München)는 독일 뮌헨에 있는 공립 대학이다. 학생 수는 44,000명 이상으로, 독일에서 두 번째로 큰 대학이다. 유럽의 대학들과의 교류가 상당히 활발하다. 1472년 잉골슈타트에서 잉골슈타트 대학교로 개교하였다. 1800년 란츠후트로 옮겼다가 1802년 바이에른 왕국의 왕 막시밀리안 1세의 이름을 따 막시밀리안 대학교로 명칭이 변경되었다. 1826년 루트비히 1세가 뮌헨으로 옮겨 루트비히 막시밀리안 뮌헨 대학교가 되었다. 2006년부터 현재까지 엘리트대학에 선정되어 독일 연구협회(Deutsche Forschungsgemeinschaft)에서 주관하는 우수대학육성정책을 통해 지원을 받고 있다. 경영, 경제대학 (BWL, VWL, Wipäd)은 Wirtschaftswoche라는 경제 주간지에서 2022, 2023, 2024년도 경영학 분야에서 독일 1위 학부로 선정되었다. 

## 대한민국 대학과의 교류
- 서울대학교 인문대학 독어독문학과 : 2004년 9월 1일 학술교류와 학생교환에 관한 학술교류협정을 체결하였다.[2]
- 연세대학교 문과대학 독어독문학과
- 이화여자대학교 경영대학 경영학과
- 동덕여자대학교

## 같이 보기
- 독일의 교육